# Pachyprosopis flavicauda
Pachyprosopis flavicauda är en biart som beskrevs av Cockerell 1912. Pachyprosopis flavicauda ingår i släktet Pachyprosopis och familjen korttungebin. Inga underarter finns listade i Catalogue of Life.

## Bildgalleri

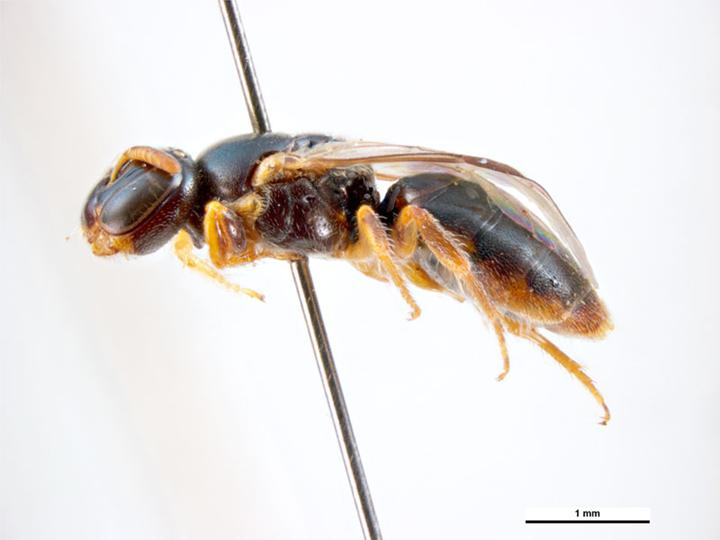
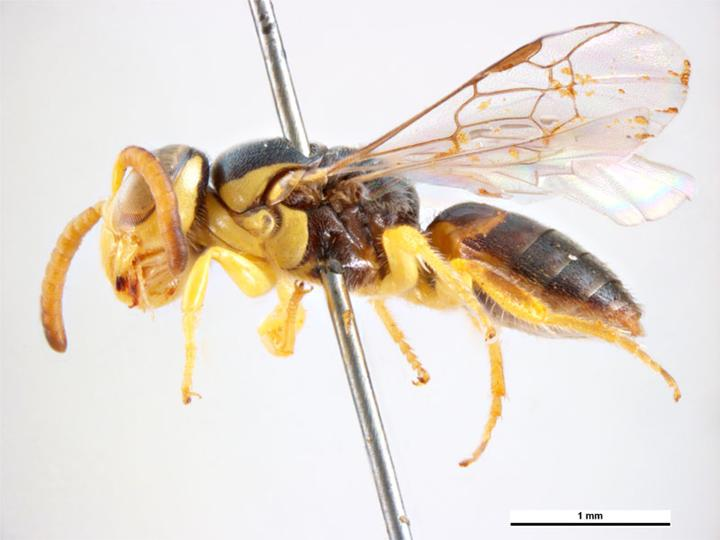